# Champillon
Pour les articles homonymes, voir Champillon (homonymie).
Champillon est une commune française située dans le département de la Marne, en région Grand Est. Elle compte 509 habitants en 2018.
La commune se trouve sur le versant sud de la montagne de Reims, au sein du parc naturel régional éponyme. Entourée par les vignes du vignoble de Champagne, Champillon domine la vallée de la Marne et la ville d'Épernay. Profitant de cette situation, son économie est notamment tournée vers le champagne et le tourisme.

## Géographie

### Localisation
Champillon est localisée dans l'ouest du département de la Marne et de la région Grand Est. Elle est située sur le versant sud de la montagne de Reims, au cœur du vignoble de Champagne, et domine la vallée de la Marne. Elle est connue pour être l'un des plus beaux points de vue sur la ville d'Épernay et cette vallée.
La commune se trouve sur la route entre Épernay et Reims. Selon l'Insee, Champillon fait partie du bassin de vie d'Épernay et de l'aire d'attraction de Reims. À vol d'oiseau, la commune est distante d'environ 5 km d'Épernay au sud, 20 km de Reims au nord et 31 km de Châlons-en-Champagne à l'est. Paris se trouve à environ 120 km au sud-ouest de la commune tandis que la capitale régionale, Strasbourg, est située à plus de 280 km à l'est de Champillon.
La commune s'étend sur 1,46 km2. Elle est limitrophe des communes de Saint-Imoges au nord, Aÿ-Champagne à l'est, Dizy au sud et Hautvillers à l'ouest.
|             | Saint-Imoges |              |
| Hautvillers | Champillon   | Aÿ-Champagne |
|             | Dizy         |              |

### Relief, géologie et hydrographie
Le territoire de Champillon forme grossièrement un triangle situé entièrement sur les coteaux du versant sud de la montagne de Reims, occupés en grande partie par le vignoble de Champagne. Au niveau des frontières nord et est du territoire communal, l'altitude dépasse les 250 mètres et atteint jusqu'à 268 mètres. Au-delà, se trouve le plateau de la montagne de Reims, couvert de forêts. L'altitude diminue progressivement vers le sud-ouest de la commune, pour descendre jusqu'à 112 mètres.
Le centre et le sud-ouest Champillon sont occupés par un vallon formé par le ruisseau de Champillon, qui est le seul cours d'eau de la commune. Le ruisseau de Champillon prend sa source à l'ouest du village et s'écoule en direction du sud vers Dizy puis Magenta, où il se jette dans la Marne. Il s'écoule sur 3,63 km dont 0,8 km sur le territoire de Champillon,.
Du point de vue géologique, les coteaux sont formés en s'élevant en altitude : de craie blanche du Campanien, de marnes, argiles et sables de l'Yprésien, de marnes et caillasses du Lutétien, de marnes du Bartonien et, en bordure du plateau de la montagne de Reims, de meulières de Brie. Le plateau est lui-même recouvert de limon lœssique. Des colluvions et des limons recouvrent le vallon du ruisseau de Champillon ainsi que les coteaux les plus élevés.

### Hydrographie
La commune est dans la région hydrographique « la Seine de sa source au confluent de l'Oise (exclu) » au sein du bassin Seine-Normandie. Elle est drainée par le ruisseau de Champillon,.

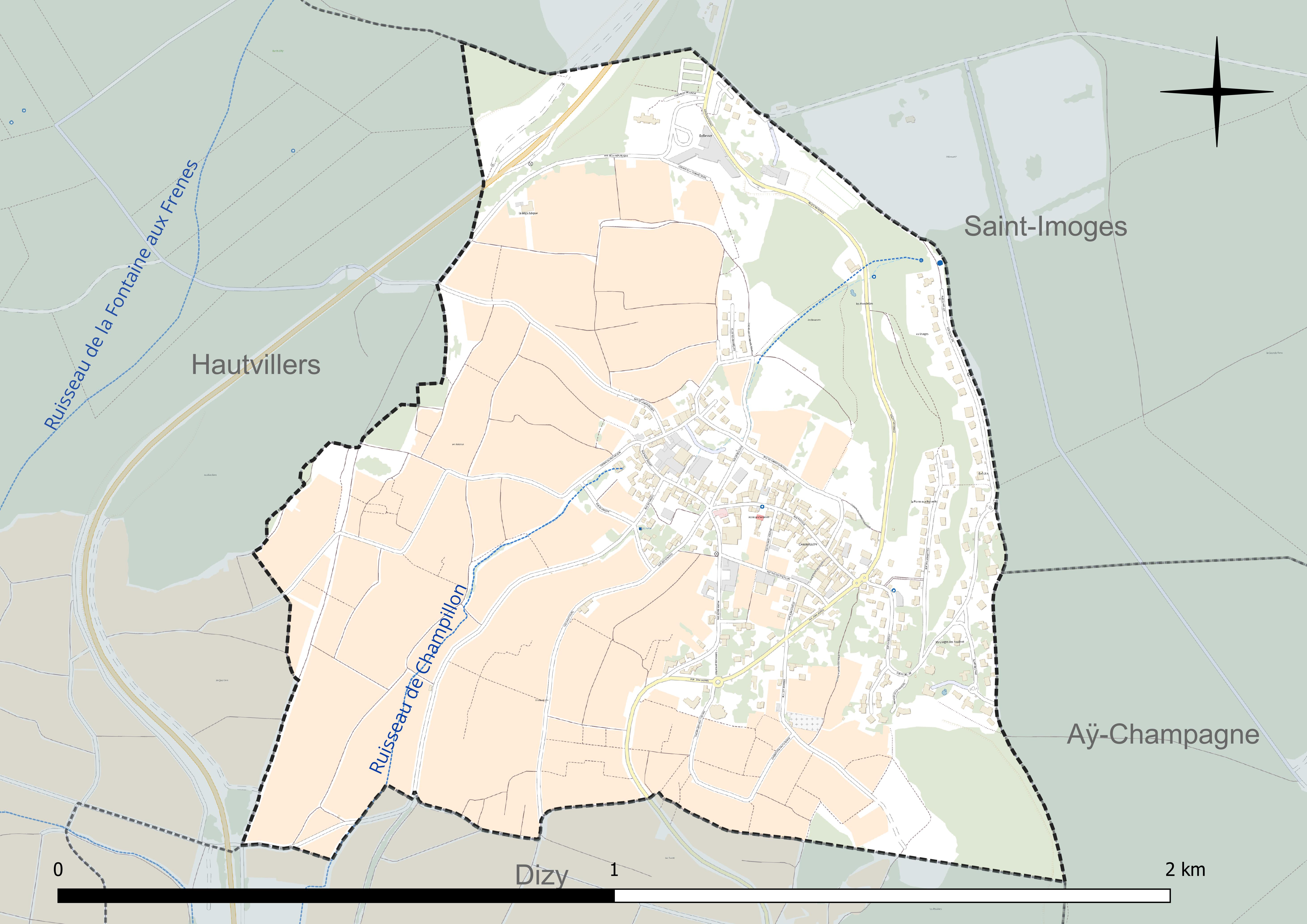
Réseau hydrographique de Champillon.

### Climat
Pour des articles plus généraux, voir Climat du Grand Est et Climat de la Marne.
En 2010, le climat de la commune est de type climat océanique dégradé des plaines du Centre et du Nord, selon une étude du Centre national de la recherche scientifique s'appuyant sur une série de données couvrant la période 1971-2000. En 2020, Météo-France publie une typologie des climats de la France métropolitaine dans laquelle la commune est exposée à un climat océanique altéré et est dans la région climatique  Nord-est du bassin Parisien, caractérisée par un ensoleillement médiocre, une pluviométrie moyenne régulièrement répartie au cours de l’année et un hiver froid (3 °C). 
Pour la période 1971-2000, la température annuelle moyenne est de 11,1 °C, avec une amplitude thermique annuelle de 16,5 °C. Le cumul annuel moyen de précipitations est de 814 mm, avec 11,8 jours de précipitations en janvier et 8,3 jours en juillet. Pour la période 1991-2020, la température moyenne annuelle observée sur la station météorologique de Météo-France la plus proche, « Chouilly », sur la commune de Chouilly à 7 km à vol d'oiseau, est de 11,4 °C et le cumul annuel moyen de précipitations est de 668,9 mm. 
La température maximale relevée sur cette station est de 40,3 °C, atteinte le 25 juillet 2019 ; la température minimale est de −12,3 °C, atteinte le 5 février 2012,,. 
Les paramètres climatiques de la commune ont été estimés pour le milieu du siècle (2041-2070) selon différents scénarios d'émission de gaz à effet de serre à partir des nouvelles projections climatiques de référence DRIAS-2020. Ils sont consultables sur un site dédié publié par Météo-France en novembre 2022.

### Milieux naturels et biodiversité
Champillon fait partie du parc naturel régional de la Montagne de Reims. Ses coteaux appartiennent aux « coteaux historiques du Champagne », un site naturel classé depuis 2016 en raison de son caractère historique et pittoresque. Champillon fait également partie de la zone tampon des Coteaux, maisons et caves de Champagne, inscrits sur la liste du Patrimoine mondial.
L'Inventaire national du patrimoine naturel (INPN) recense 329 espèces sur le territoire de la commune, dont 33 espèces protégées et 4 espèces menacées (trois oiseaux, le Chardonneret élégant, le Serin cini et le Verdier d'Europe, ainsi qu'une plante, l'Alisier de Fontainebleau).
La commune accueille une zone naturelle d'intérêt écologique, faunistique et floristique (ZNIEFF) de type I. La ZNIEFF des « pelouses, marais et forêts du versant situé au sud-est de Champillon » s'étend sur 26,6 hectares sur le territoire de Champillon et de Dizy, entre 205 et 250 mètres d'altitude. Elle protège des formations végétales occupant une pente formée par un ancien glissement de terrain. Elle comprend « une forêt calcicole thermophile, des groupements de lisières et de pelouses associés, une tufière et un marais alcalin ».
Cette zone est incluse dans la ZNIEFF de type II du « massif forestier de la montagne de Reims (versant sud) et étangs associés », qui regroupe les dix ZNIEFF de type I du versant sud de la montagne de Reims sur une superficie de 4 870 hectares. Une partie de la ZNIEFF constitue une zone spéciale de conservation du réseau Natura 2000. Cet ensemble forestier, qui s'étend sur 1 733 hectares entre Nanteuil-la-Forêt et Villers-Marmery en passant par les forêts au sud-est de Champillon, est notamment remarquable pour ses hêtraies thermophiles et ses ourlets associés, qui accueillent de nombreuses espèces rares et protégées.

## Urbanisme

### Typologie
Au 1er janvier 2024, Champillon est catégorisée ceinture urbaine, selon la nouvelle grille communale de densité à sept niveaux définie par l'Insee en 2022.
Elle est située hors unité urbaine. Par ailleurs la commune fait partie de l'aire d'attraction de Reims, dont elle est une commune de la couronne,. Cette aire, qui regroupe 294 communes, est catégorisée dans les aires de 200 000 à moins de 700 000 habitants,.

### Occupation des sols

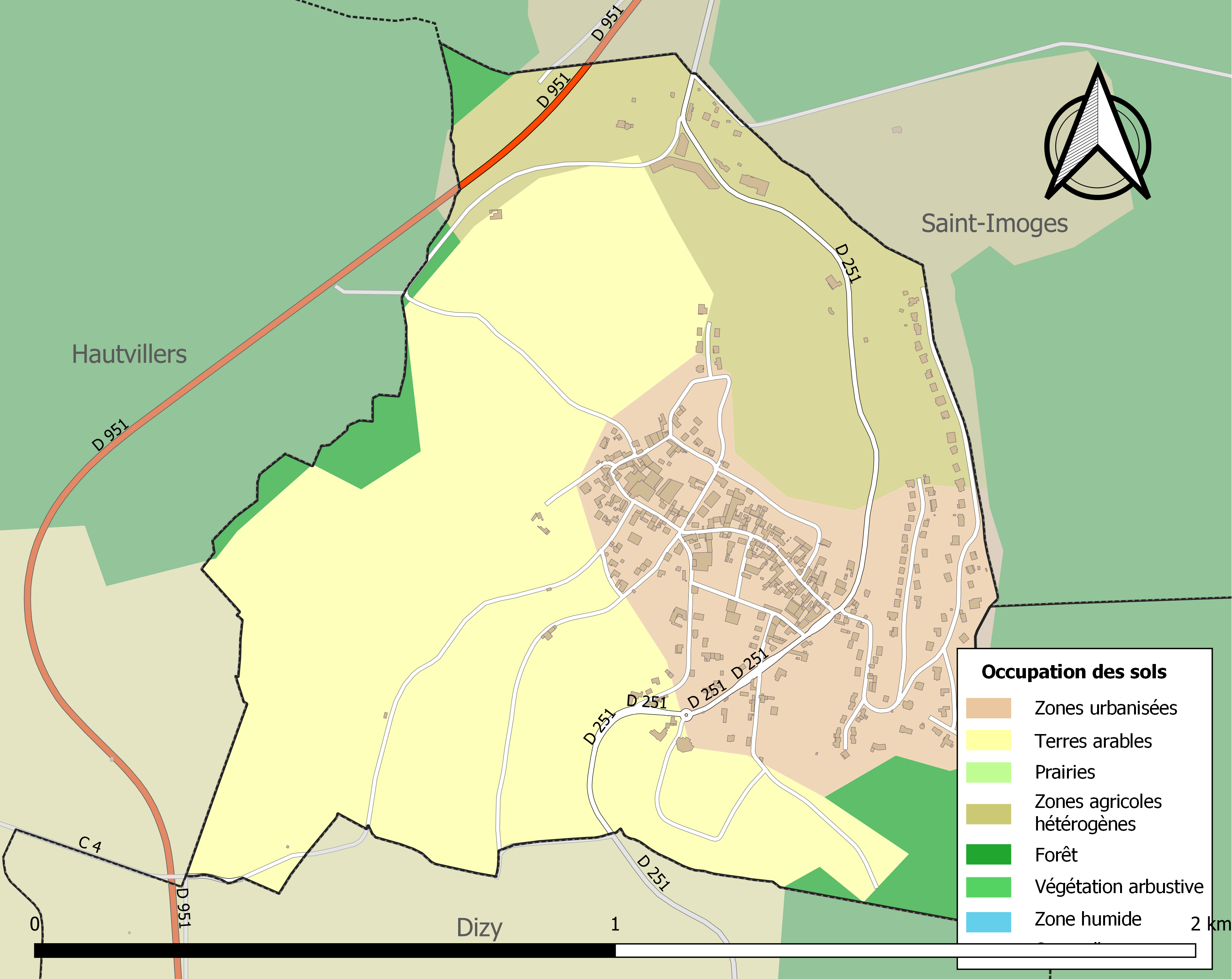
Carte des infrastructures et de l'occupation des sols de la commune en 2018 (CLC).

Environ la moitié du territoire de Champillon est occupée par des cultures permanentes, des vignes du vignoble de Champagne. Le reste de la commune est réparti entre des zones urbanisées (22 %), des zones agricoles hétérogènes (21 %) et des forêts (7 %).
Le centre du village se trouve au centre du territoire communal. Deux lotissements se distinguent à l'est du village : les Mondettes et le Bel-Air. Au nord du village se trouvent trois hameaux : les Bardelots, Bellevue et la République.
Les règles d'occupation des sols sur le territoire communal sont déterminées par le plan local d'urbanisme, adopté le 23 février 2017 par délibération du conseil municipal, et par le Schéma de cohérence territoriale d'Épernay et sa région (SCOTER), dont le périmètre recouvre les intercommunalités d'Épernay, Coteaux et Plaine de Champagne, des Paysages de la Champagne et de la Grande Vallée de la Marne (dont fait partie Champillon).

### Logement
En 2017, l'Insee recense 249 logements à Champillon. Ces logements sont à 93,3 % des maisons et à 6,7 % des appartements. En conséquence, 88,4 % des résidences principales champillonnaises comptent au moins 4 pièces et 69,1 % en comptent 5 ou plus.
Parmi les logements recensés sur la commune, 88,2 % sont des résidences principales, 1,3 % des résidences secondaires et 10,5 % des logements vacants. Plus de huit ménages sur dix sont propriétaires de leur logement (80,7 %), un chiffre supérieur à la moyenne départementale (51,2 %) et à la moyenne intercommunale (71 %).
Le tableau ci-dessous présente une comparaison de quelques indicateurs chiffrés du logement pour Champillon, la communauté de communes de la Grande Vallée de la Marne (CCGVM) et le département de la Marne :
|                                        | Champillon | CCGVM | Marne   |
| -------------------------------------- | ---------- | ----- | ------- |
| Ensemble des logements                 | 249        | 7 459 | 294 041 |
| Part des résidences principales (en %) | 88,2       | 88,2  | 88,4    |
| Part des résidences secondaires (en %) | 1,3        | 2,8   | 2,7     |
| Part des logements vacants (en %)      | 10,5       | 8,9   | 8,9     |

Parmi les 218 résidences principales construites avant 2015, 19 % avaient été construites avant 1945, 20,8 % entre 1946 et 1970, 47,1 % entre 1971 et 1990, 10,4 % entre 1991 et 2005 et seulement 2,7 % depuis 2006.
Le tableau ci-dessous présente l'évolution du nombre de logements sur le territoire de la commune, par catégorie, depuis 1968 :
|                        | 1968 | 1975 | 1982 | 1990 | 1999 | 2007 | 2012 | 2017 |
| ---------------------- | ---- | ---- | ---- | ---- | ---- | ---- | ---- | ---- |
| Résidences principales | 113  | 146  | 194  | 200  | 214  | 221  | 229  | 220  |
| Résidences secondaires | 6    | 10   | 12   | 5    | 6    | 1    | 1    | 3    |
| Logements vacants      | 12   | 15   | 11   | 9    | 1    | 16   | 21   | 26   |
| Total                  | 131  | 171  | 217  | 214  | 221  | 238  | 252  | 249  |

### Voies de communications et transports
Champillon était autrefois traversée par la route nationale 51 entre Épernay et Reims. En reste aujourd'hui la route départementale 951 qui contourne Champillon par l'ouest, et passe au nord du territoire communal, et la route départementale 251 en provenance de Dizy, qui traverse le village et Bellevue avant de rejoindre la RD 951 plus au nord.
La route et la voiture sont le principal moyen d'accès à la commune. En 2017, près de 88 % des actifs de la commune se rendent sur leur lieu de travail en voiture (8 % s'y rendent à pieds ou en vélo et 3 % ne se déplacent pas). Cette dépendance à la voiture fait que la quasi-totalité des ménages en sont équipés : 97,3 % des ménages possèdent une voiture et 56,5 % en comptent au moins deux.
Champillon n'est en effet pas desservie par le chemin de fer, les gares les plus proches se trouvant à Épernay et Aÿ. L'aérodrome le plus proche est l'aérodrome d'Épernay - Plivot.

### Risques naturels et technologiques
Le territoire de Champillon est vulnérable à différents risques naturels et technologiques. La commune est dans l'obligation d'élaborer et publier un document d'information communal sur les risques majeurs ainsi qu'un plan communal de sauvegarde.
Champillon est particulièrement concernée par les risques de mouvements de terrains. Elle est comprise dans le périmètre du plan de prévention des risques « glissement de terrain de la Côte d'Ile-de-France - secteur de la vallée de la Marne des tranches 1 et 2 » approuvé en 2014. La montagne de Reims est en effet considérée comme un « secteur propice aux glissements de terrains ». La commune a fait l'objet de plusieurs arrêtés reconnaissant l'état de catastrophe naturelle pour des inondations et coulées de boue parfois accompagnées de mouvements de terrain (en 1983, 1999 et 2013). Le mouvement de terrain de 1999 a été particulièrement important (s'étendant sur 1 km).
La commune est affectée par le phénomène de retrait-gonflement des argiles (risque moyen). Le risque sismique est très faible sur son territoire. De même, le potentiel radon de la commune est faible.
Champillon ne compte pas d'installations industrielles présentant un risque particulier.

## Toponymie
Les premières traces de Champillon remontent au XIIIe siècle avec les toponymes Champoulan et Champ-Poulain, et leur version latine Campus Pullanus vers 1300. L'orthographe actuelle semble apparaître pour la première fois en 1384.
 
Le nom de la commune serait d'origine romaine et ferait référence à un nom propre. 
Le toponyme « Bellevue » est lui-aussi attesté depuis le XIIIe siècle (Bellovisu).

## Histoire

### Moyen Âge
Malgré son nom, on ne trouve à Champillon aucun vestige remontant à l'Antiquité.
Au Moyen Âge, Champillon est d'abord connue comme une dépendance de la paroisse de Dizy. L'abbé de l'abbaye Saint-Pierre d'Hautvillers est alors le décimateur du village, ayant le droit de lever la dîme.
La chapelle de Champillon, dédiée à Sainte Madeleine, est rattachée à la paroisse de Dizy ou à celle de Saint-Imoges selon les époques,. Si les habitants bénéficient d'une cérémonie le jour de la Sainte-Madeleine, ils doivent se rendre à Saint-Imoges le reste de l'année. Il se querellent alors avec le seigneur de l'époque, qui finit par interdire en 1669 toutes danses, récréations publiques et feux de joie, le jour de la Saint-Barnabé, patron du village. Avec l'appui de l'appui de l'archevêque de Reims, les villageois obtiennent la création d'une église paroissiale, édifiée en 1684.
À la veille de la Révolution française, Champillon est rattachée au doyenné d'Épernay.

### Époque contemporaine
Une étape importante dans la notoriété de Champillon se déroula en 1788 à l'époque où le sieur Nicolas Ricoteau obtint de l'intendant de Champagne, Rouillé d'Orfeuil, la concession d'un terrain au hameau de Bellevue pour y construire une auberge. Il avait constaté qu'un soleil radieux éclairait le lieu, même lorsque la vallée était couverte de brouillard et que, de cet endroit, le voyageur avait le plus beau panorama de la région[réf. nécessaire]. Le premier propriétaire de l'Auberge Neuve, actuellement Royal-Champagne, avait également été attiré par la fréquence des passages de diligence et voitures dont les chevaux, fatigués par une longue montée, devaient être relayés et dont les conducteurs altérés pendaient à calmer leur soif. Ce fut une halte pour Napoléon au lendemain de la bataille de Reims (1814).
La commune de Champillon est créée à la Révolution française. Elle est d'abord rattachée au canton d'Hautvillers, au sein du district d'Epernay. En 1801, le nombre de cantons marnais passe de 74 à 32 ; le canton d'Hautvillers est supprimé et Champillon rejoint le canton d'Ay dans l'arrondissement de Reims.
En l'an 1900, Champillon comptait 450 habitants et une vie économique locale significative en plus des activités liées au vignoble : boulangerie, cordonnerie, épiceries, café-tabac, plusieurs maçons, un menuisier et un maréchal-ferrant.
Dans les années 1960 et 1970, Champillon se développe avec l'arrivée d'employés et de cadres à la recherche d'un meilleur cadre de vie.

## Politique et administration

### Rattachements administratifs et électoraux
Du point de vue administratif, la commune est rattachée à l'arrondissement d'Épernay, dans le département de la Marne en région Grand Est. Jusqu'en 2006, elle appartenait à l'arrondissement de Reims.
Sur le plan électoral, Champillon fait partie du canton d'Épernay-1 (pour les élections départementales) et de la troisième circonscription de la Marne (pour les élections législatives). Avant le redécoupage cantonal de 2014, elle faisait partie du canton d'Ay.

### Intercommunalité
Champillon fait partie de la communauté de communes de la Grande Vallée de la Marne.
Au 1er janvier 2021, la commune appartient également aux intercommunalités suivantes : le syndicat mixte de la Marne Moyenne (pour la compétence GEMAPI), le syndicat mixte de réalisation et de gestion du parc naturel régional de la Montagne de Reims et le syndicat intercommunal à vocation unique du bassin versant Ay-Hautvillers (compétent en matière d'énergie hydraulique).

### Tendances politiques et résultats
L'électorat de Champillon est ancré à droite. Par exemple, le candidat de la droite arrive largement en tête des élections présidentielles de 2007, 2012 (Nicolas Sarkozy) et 2017 (François Fillon), avec plus de 40 % des suffrages au premier tour. Cette tendance se retrouve aux autres élections, à l'exception des élections cantonales de 2001 et 2008, remportées par la gauche représentée par le maire socialiste d'Ay.

### Administration municipale
| Période | Période                    | Identité         | Étiquette | Qualité |
| ------- | -------------------------- | ---------------- | --------- | ------- |
| 1947    | 1950                       | Raoul Autreau    |           |         |
| 1950    | 1959                       | Bertrand Devavry |           |         |
| 1959    | 1972                       | Gérard Autreau   |           |         |
| 1972    | 1981                       | Jean Visneux     |           |         |
| 1981    | 1991                       | Henri Lagauche   |           |         |
| 1991    | 2001                       | Éric Autreau     |           |         |
| 2001    | En cours (au 1 avril 2021) | Jean-Marc Beguin | LR        |         |

### Jumelage
Au 1er janvier 2021, Champillon n'est jumelée avec aucune commune.

## Équipements et services publics

### Eau et assainissement
L'approvisionnement en eau potable et l'assainissement des eaux usées sont des compétences de la communauté de communes de la Grande Vallée de la Marne (CCGVM).
En 2019, les deux installations de production d'eau potable en état de fonctionnement de l'intercommunalité sont le captage de Bisseuil et le forage de Tauxières-Mutry. Champillon compte également une installation, à l'arrêt : le captage des Bardelots, situé au nord-est de la commune et d'une capacité de 900 m3 par jour. Concernant le stockage de l'eau potable, Champillon accueille un château d'eau à Bel Air (200 m3), un réservoir aux Bardelots (120 m3) et un réservoir aux lotissement des Mondettes (250 m3).
L'assainissement des eaux usées de la commune est assuré, de manière collective, par une station d'épuration située à Mardeuil dans la communauté d'agglomération d'Épernay (grâce à une convention entre la CCGVM et la communauté d'agglomération).

### Gestion des déchets
La CCGVM est également compétente en matière de déchets. Elle organise le ramassage des déchets, en distinguant les ordures ménagères, les biodéchets, les déchets recyclables, le verre et les ordures ménagères des habitats collectifs. Les déchets (hors verre) sont ensuite valorisés par le syndicat de valorisation des ordures ménagères de la Marne (SYVALOM).
La CCGVM met à disposition de ses habitants quatre déchetteries à Aÿ, Dizy, Mareuil-sur-Ay et Tours-sur-Marne,.

### Enseignement
Pour les moins de 6 ans, une mini-crèche « Les Diablotins » est ouverte dans l'ancienne école de Champillon.
Les enfants de Champillon sont rattachés aux écoles maternelle et primaire de Dizy. Ils peuvent également être inscrits aux écoles d'Hautvillers, comme les enfants de Nanteuil-la-Forêt et Saint-Imoges. Les écoles font partie de l'académie de Reims,.
Les élèves vont ensuite au collège Côte-Legris d'Épernay puis au lycée Stéphane-Hessel. Le service de transport scolaire entre Champillon et le lycée est assuré par Fluo Grand Est.

### Équipements culturels et sportifs
La commune met deux équipements festifs à disposition du public : la salle Henri Lagauche et la salle Clair-Vigne. Elle compte un « théâtre des Vignes », qui comprend un amphithéâtre surplombant le vignoble et pouvant accueillir des concerts de plein air.
Champillon est équipée d'un court de tennis réservé aux habitants et d'un mât de basket, situés rue Bel Air,.
La commune est traversée par le sentier de grande randonnée 14 qui arrive d'Hautvillers par l'ouest, traverse le village et part en direction de Mutigny à l'est. Un circuit de randonnée a également été aménagé : le circuit « les Diablotines », long de 3 km.

### Justice et sécurité
Du point de vue judiciaire, Champillon relève du conseil de prud'hommes, du tribunal de commerce, du tribunal judiciaire, du tribunal paritaire des baux ruraux et du tribunal pour enfants de Reims, dans le ressort de la cour d'appel de Reims. Pour le contentieux administratif, la commune dépend du tribunal administratif de Châlons-en-Champagne et de la cour administrative d'appel de Nancy.
Champillon est située en secteur Gendarmerie nationale et dépend de la brigade de Dizy.
En matière d'incendie et de secours, la caserne la plus proche est le centre de secours principal d'Épernay, géré par le Service départemental d'incendie et de secours (SDIS) de la Marne. La commune bénéficie également du centre de première intervention intercommunal de la Grande Vallée de la Marne, situé à Aÿ-Champagne et composé d'une vingtaine de sapeurs-pompiers volontaires.

## Population et société

### Démographie
Les habitants de Champillon sont les Champillonnais et les Champillonnaises.

#### Évolution de la population
L'évolution du nombre d'habitants est connue à travers les recensements de la population effectués dans la commune depuis 1793. Pour les communes de moins de 10 000 habitants, une enquête de recensement portant sur toute la population est réalisée tous les cinq ans, les populations de référence des années intermédiaires étant quant à elles estimées par interpolation ou extrapolation. Pour la commune, le premier recensement exhaustif entrant dans le cadre du nouveau dispositif a été réalisé en 2004.

En 2022, la commune comptait 511 habitants, en évolution de +1,79 % par rapport à 2016 (Marne : −1,19 %, France hors Mayotte : +2,11 %).
| 1793 | 1800 | 1806 | 1821 | 1831 | 1836 | 1841 | 1846 | 1851 |
| ---- | ---- | ---- | ---- | ---- | ---- | ---- | ---- | ---- |
| 186  | 242  | 230  | 259  | 290  | 318  | 332  | 360  | 351  |

| 1856 | 1861 | 1866 | 1872 | 1876 | 1881 | 1886 | 1891 | 1896 |
| ---- | ---- | ---- | ---- | ---- | ---- | ---- | ---- | ---- |
| 320  | 352  | 359  | 350  | 347  | 367  | 380  | 406  | 445  |

| 1901 | 1906 | 1911 | 1921 | 1926 | 1931 | 1936 | 1946 | 1954 |
| ---- | ---- | ---- | ---- | ---- | ---- | ---- | ---- | ---- |
| 427  | 413  | 428  | 385  | 360  | 336  | 290  | 283  | 304  |

| 1962 | 1968 | 1975 | 1982 | 1990 | 1999 | 2004 | 2006 | 2009 |
| ---- | ---- | ---- | ---- | ---- | ---- | ---- | ---- | ---- |
| 327  | 357  | 453  | 551  | 533  | 528  | 516  | 509  | 519  |

| 2014 | 2019 | 2022 | - | - | - | - | - | - |
| ---- | ---- | ---- | - | - | - | - | - | - |
| 505  | 512  | 511  | - | - | - | - | - | - |

#### Pyramide des âges
En 2018, le taux de personnes d'un âge inférieur à 30 ans s'élève à 31,5 %, soit en dessous de la moyenne départementale (36,9 %). À l'inverse, le taux de personnes d'âge supérieur à 60 ans est de 30,9 % la même année, alors qu'il est de 25,3 % au niveau départemental.
En 2018, la commune comptait 251 hommes pour 258 femmes, soit un taux de 50,69 % de femmes, légèrement inférieur au taux départemental (51,6 %).
Les pyramides des âges de la commune et du département s'établissent comme suit.
| Hommes | Classe d’âge | Femmes |
| ------ | ------------ | ------ |
| 0,0    | 90 ou +      | 1,2    |
| 8,7    | 75-89 ans    | 8,5    |
| 19,8   | 60-74 ans    | 23,5   |
| 23,4   | 45-59 ans    | 19,6   |
| 15,5   | 30-44 ans    | 16,9   |
| 13,1   | 15-29 ans    | 14,6   |
| 19,4   | 0-14 ans     | 15,8   |

| Hommes | Classe d’âge | Femmes |
| ------ | ------------ | ------ |
| 0,6    | 90 ou +      | 1,8    |
| 6,5    | 75-89 ans    | 9,2    |
| 16,5   | 60-74 ans    | 17,8   |
| 19,7   | 45-59 ans    | 19,1   |
| 18,6   | 30-44 ans    | 17,5   |
| 19,9   | 15-29 ans    | 18,2   |
| 18,2   | 0-14 ans     | 16,6   |

### Vie associative

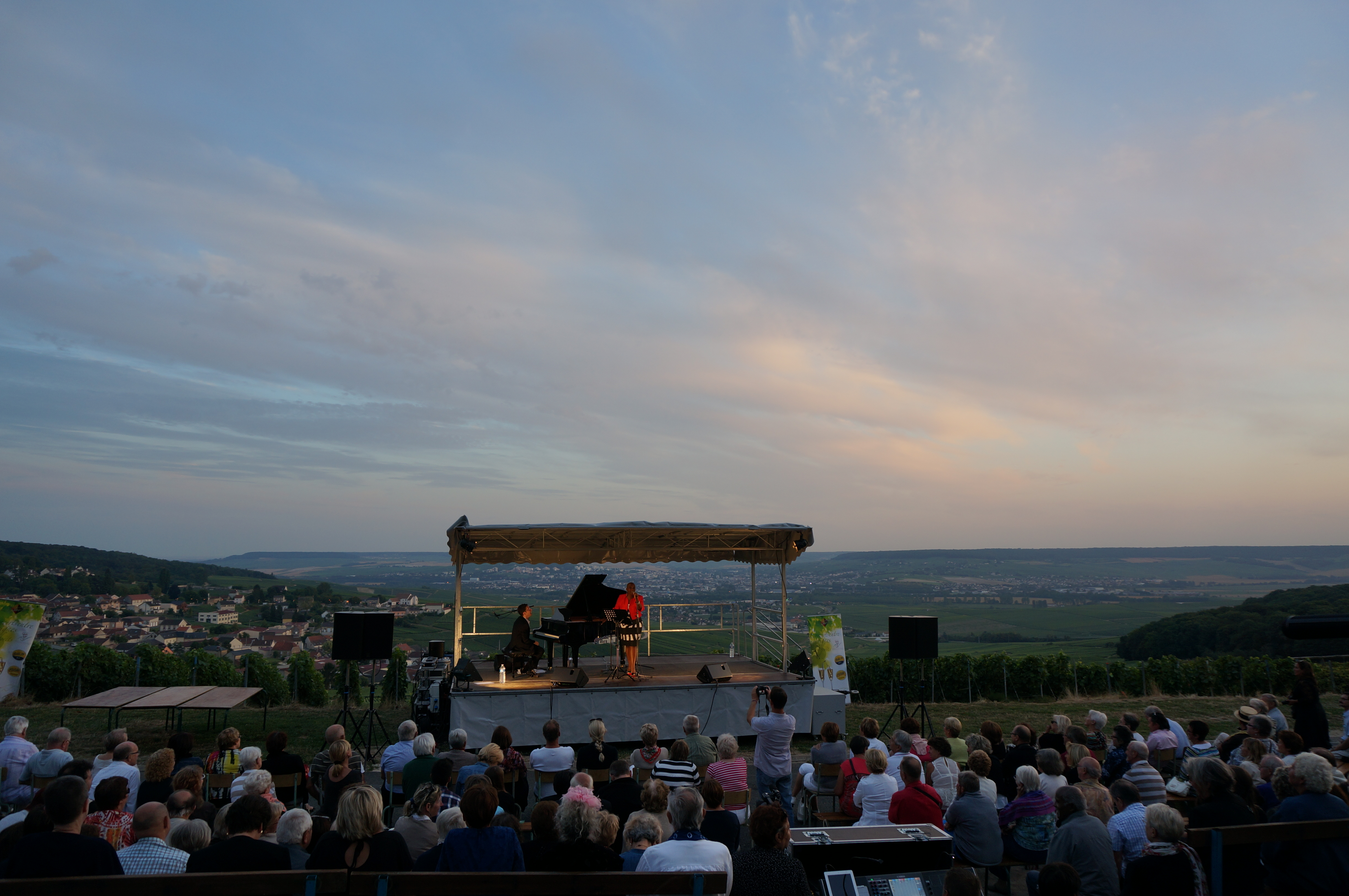
Un concert du festival « Musiques en Champagne » à Champillon en 2013.

Le site de la mairie de Champillon recense huit associations champillonnaises : l'Amicale des employés communaux, Mei Hua Zhuang, le Comité des fêtes, les Familles rurales, Bhoulotte, la Société de chasse, les Anciens Combattants et l'Aide au Sri Lanka.

### Manifestations culturelles et festivités
Le 22 janvier est organisée la fête de la Saint-Vincent : elle débute place de la mairie, se poursuit par une célébréation à l'église Saint-Barnabé et s'achève par un vin d'honneur dans l'une des maisons de champagne locale,.
Depuis les années 1990, le comité des fêtes organise chaque année un marché aux vins, réunissant une quarantaine de viticulteurs de la France entière.
Champillon participe par ailleurs aux événements culturels intercommunaux et accueille notamment des concerts dans le cadre du festival « Musiques en Champagne ».

### Cultes
L'église Saint-Barnabé de Champillon est de confession catholique. La commune fait partie de la paroisse « Notre-Dame du Chêne », avec les villages voisins de Cumières, Dizy, Germaine, Hautvillers, Nanteuil-la-Forêt et Saint-Imoges. La paroisse dépend du diocèse de Reims.

## Économie

### Revenus de la population et fiscalité
En 2018 (données Insee publiées en janvier 2021), la commune compte 215 ménages fiscaux, regroupant 508 personnes. Le revenu fiscal médian déclaré par unité de consommation est alors de 29 450 €, supérieur à celui de la communauté de communes de la Grande Vallée de la Marne (25 010 €) et du département de la Marne (21 650 €).

### Emploi

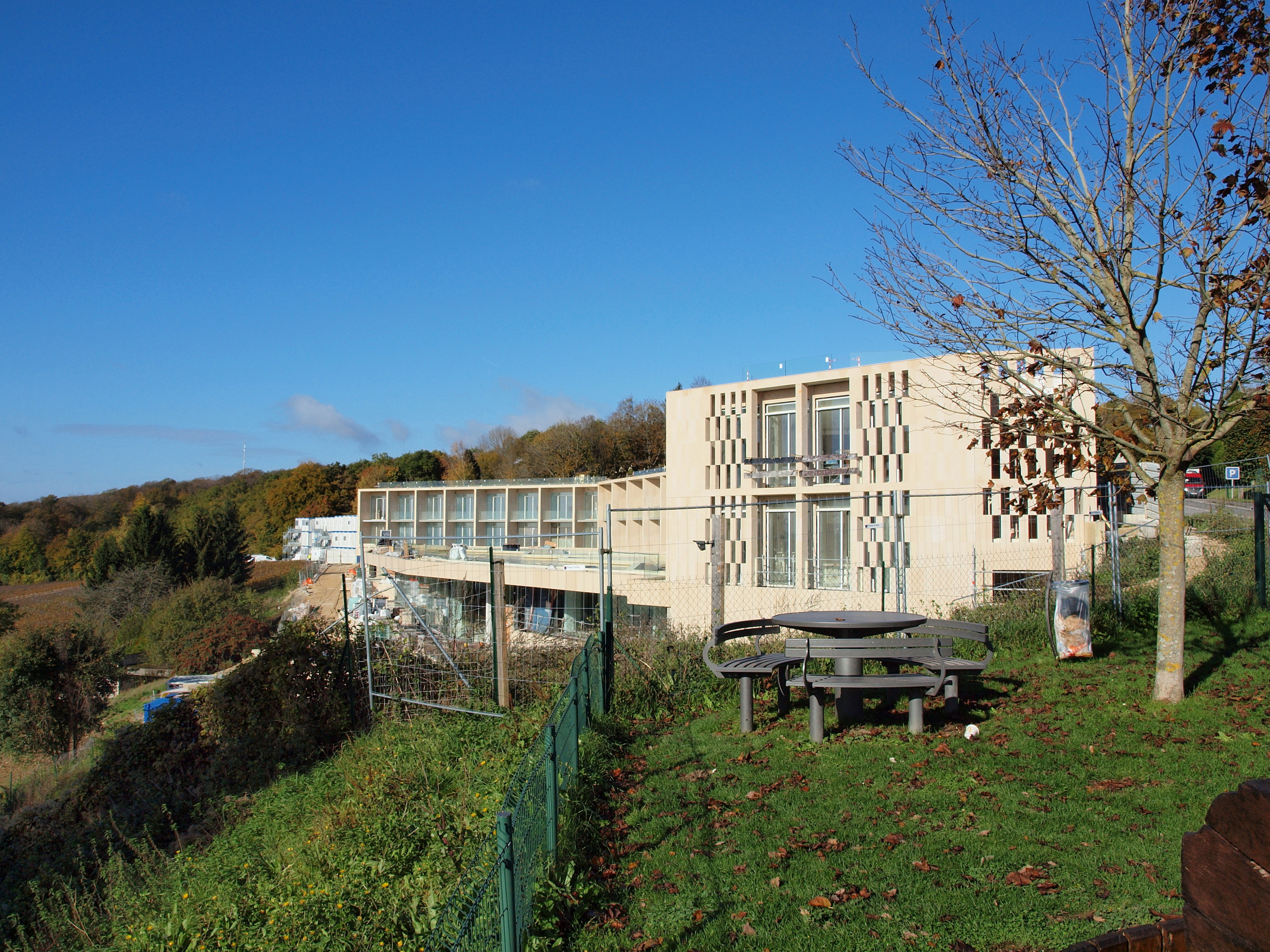
Le point de vue de Bellevue et le Royal-Champagne.

Champillon appartient au bassin d'emploi d'Épernay.
En 2017, 291 Champillonnais et Champillonnaises ont entre 15 et 64 ans. Parmi ceux-ci, le taux d'activité est de 80 % (contre 78,7 % dans la communauté de communes et 73,2 % dans la Marne). Le taux de chômage pour cette tranche d'âge est alors de seulement 3,4 %, un taux largement inférieur au taux intercommunal (7,4 %) et départemental (13,7 %).
Champillon compte 153 emplois en 2017, en légère hausse par rapport aux 145 emplois recensés en 2007. Le nombre d'actifs ayant un emploi et résidant à Champillon étant de 235, l'indicateur de concentration d'emploi est de 65 %, ce qui signifie que la commune offre environ deux emplois pour trois habitants actifs. Cependant, seuls 45 Champillonnais travaillent sur la commune (soit 19,3 % des actifs ayant un emploi).
Parmi les 153 emplois dénombrés à Champillon en 2017, 113 sont salariés (73,9 %) et 40 sont non salariés (26,1 %). Ces chiffres sont à comparer avec l'ensemble des actifs résidant à Champillon, qui sont salariés à 76,1 %.

### Entreprises et commerces
Au 31 décembre 2018, l'Insee recense 27 établissements (hors agriculture) à Champillon. Sur son site, la mairie liste quant à elle neuf maisons de champagne et une coopérative viticole.
La commune ne compte aucun commerce. Depuis septembre 2020, Champillon accueille cependant un marché le samedi matin sur la place Pol-Baudet.
En matière de tourisme, Champillon accueille le Royal-Champagne, ouvert en juillet 2018 après plusieurs années de travaux, qui comprend un hôtel cinq étoiles de 48 chambres, un restaurant gastronomique une étoile au Guide Michelin, un restaurant « bistronomique » et un spa. Avec sa vue sur le vignoble de Champagne, il succède à plusieurs anciens hôtels et auberges, remontant à un relais de poste du XVIIe siècle.

## Culture locale et patrimoine

### Lieux et monuments
L'église Saint-Barnabé est le principal monument de Champillon. D'une architecture simple, elle est construite en 1684 avec une nef rectangulaire et un chœur plus étroit. Sa façade ouest est restaurée en 1829 et un clocher recouvert d'ardoises est élevé en 1880 au-dessus du portail, en remplaçant de l'ancien clocher situé au milieu de la nef. À l'intérieur, son maître-autel en bois date de l'époque de Louis XIV.
Parmi les autres éléments patrimoniaux, on compte la fontaine « la Moutonne », la fontaine de la Dhuy et un ancien pressoir, légué par la famille Roualet. Le monument aux morts, une colonne surmontée d'un coq qui surplombe le vignoble, a été inauguré le 11 novembre 1920.
Champillon est par ailleurs l'une des dernières communes françaises situées sur le tracé de la voie de la Liberté à conserver encore des bornes originales en ciment. La commune compte deux bornes : rue Jean-Jaurès et au hameau de Bellevue.

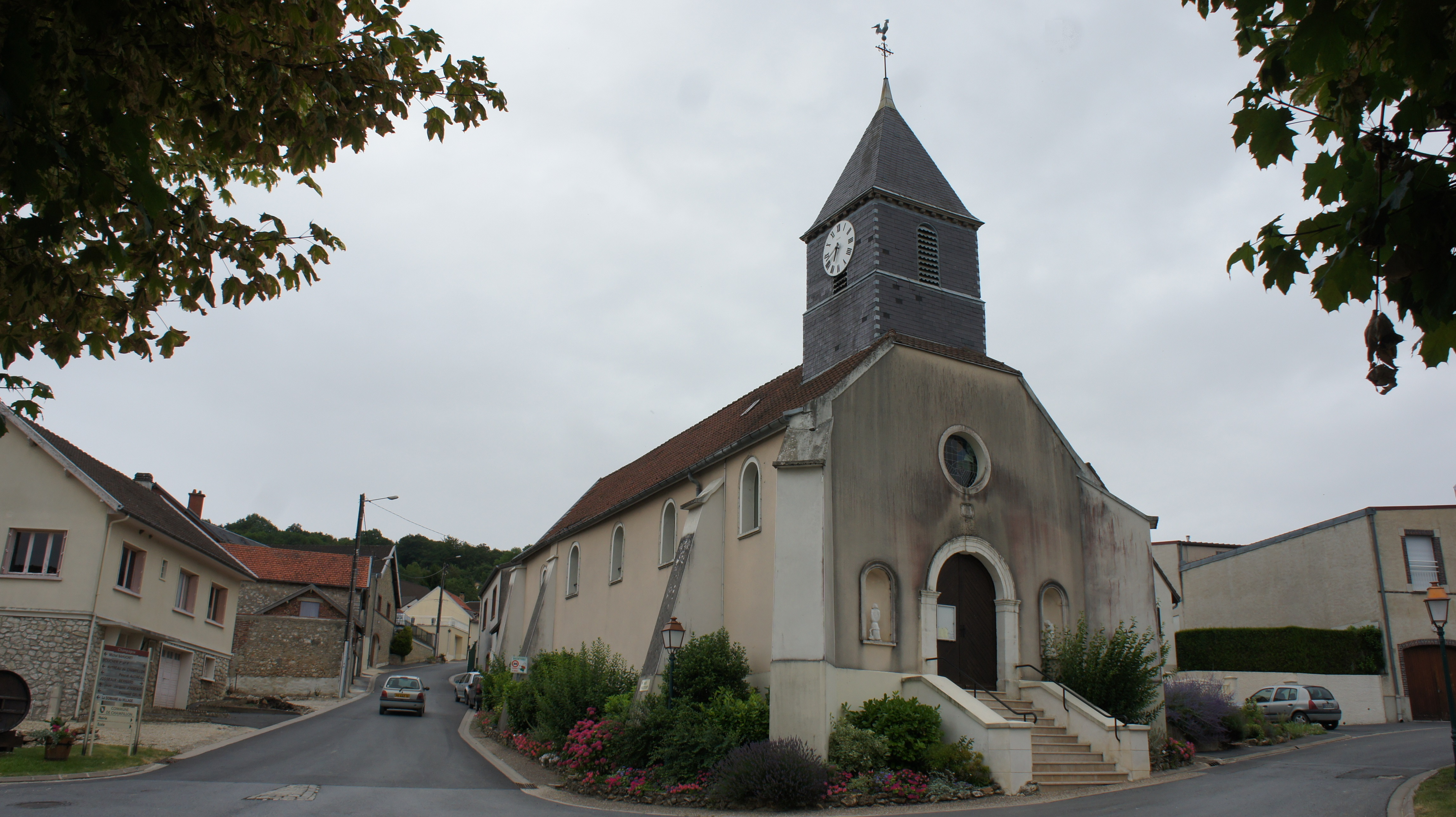
L'église.
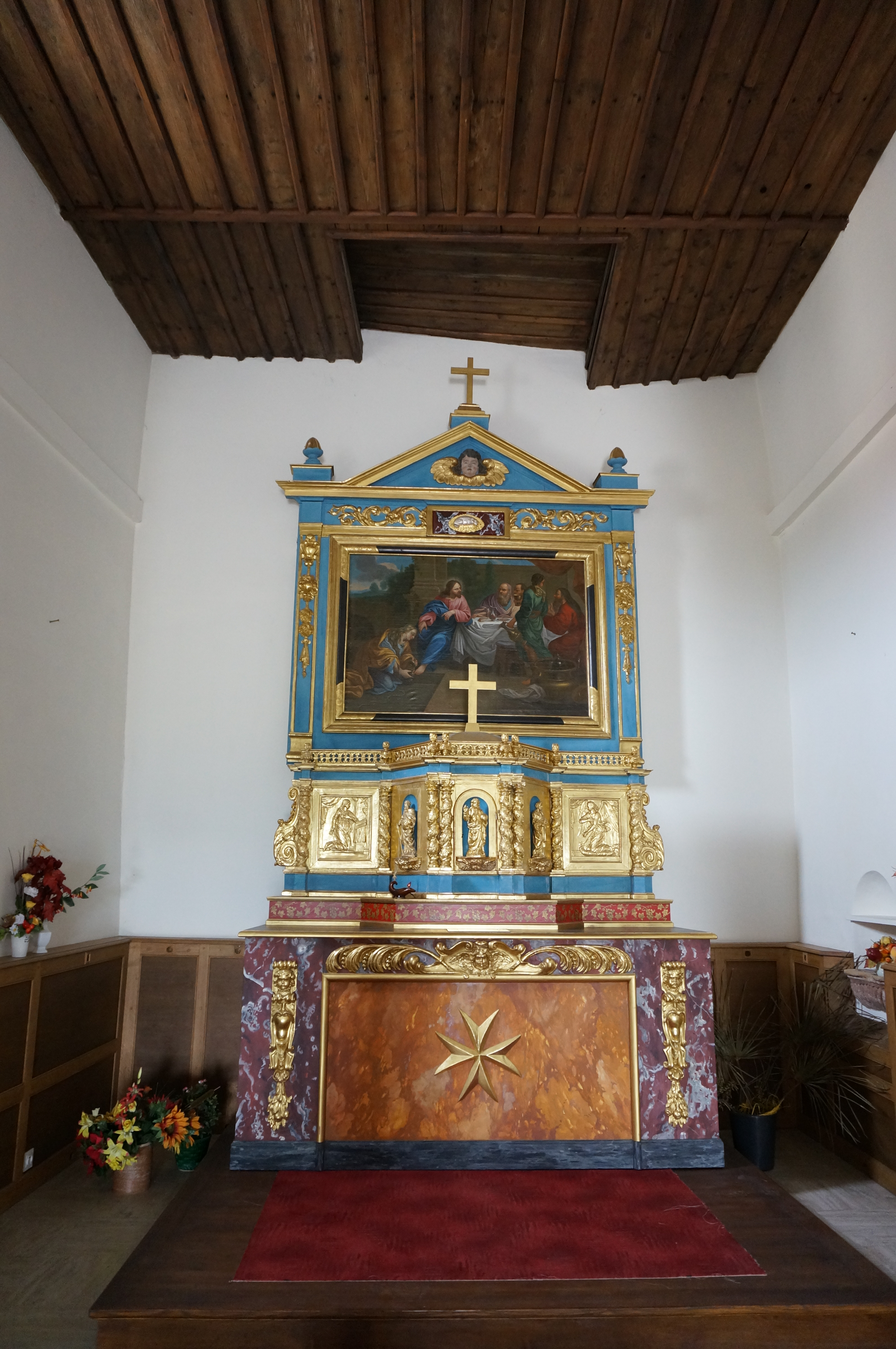
L'autel de l'église.
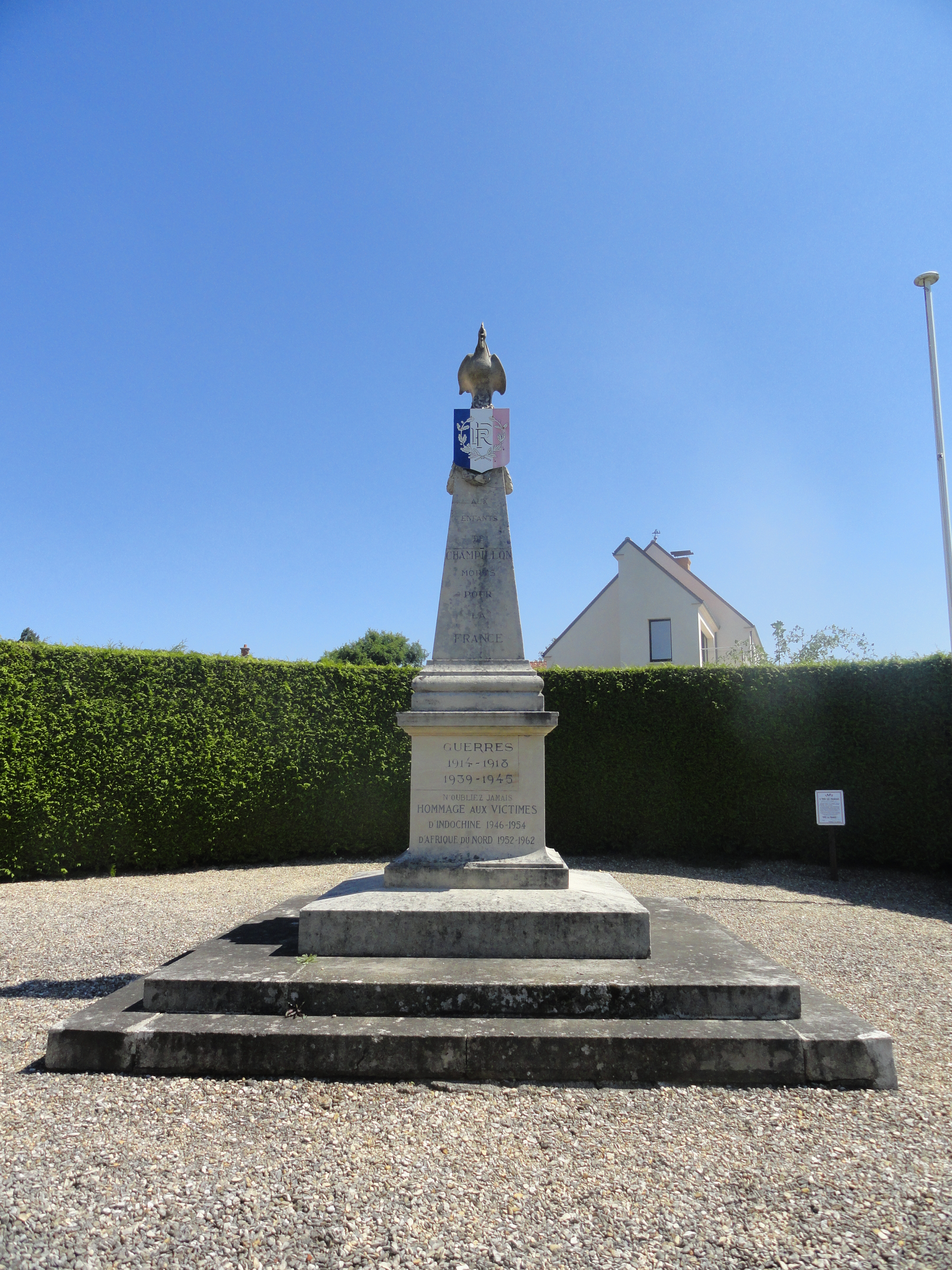
Le monument aux morts.
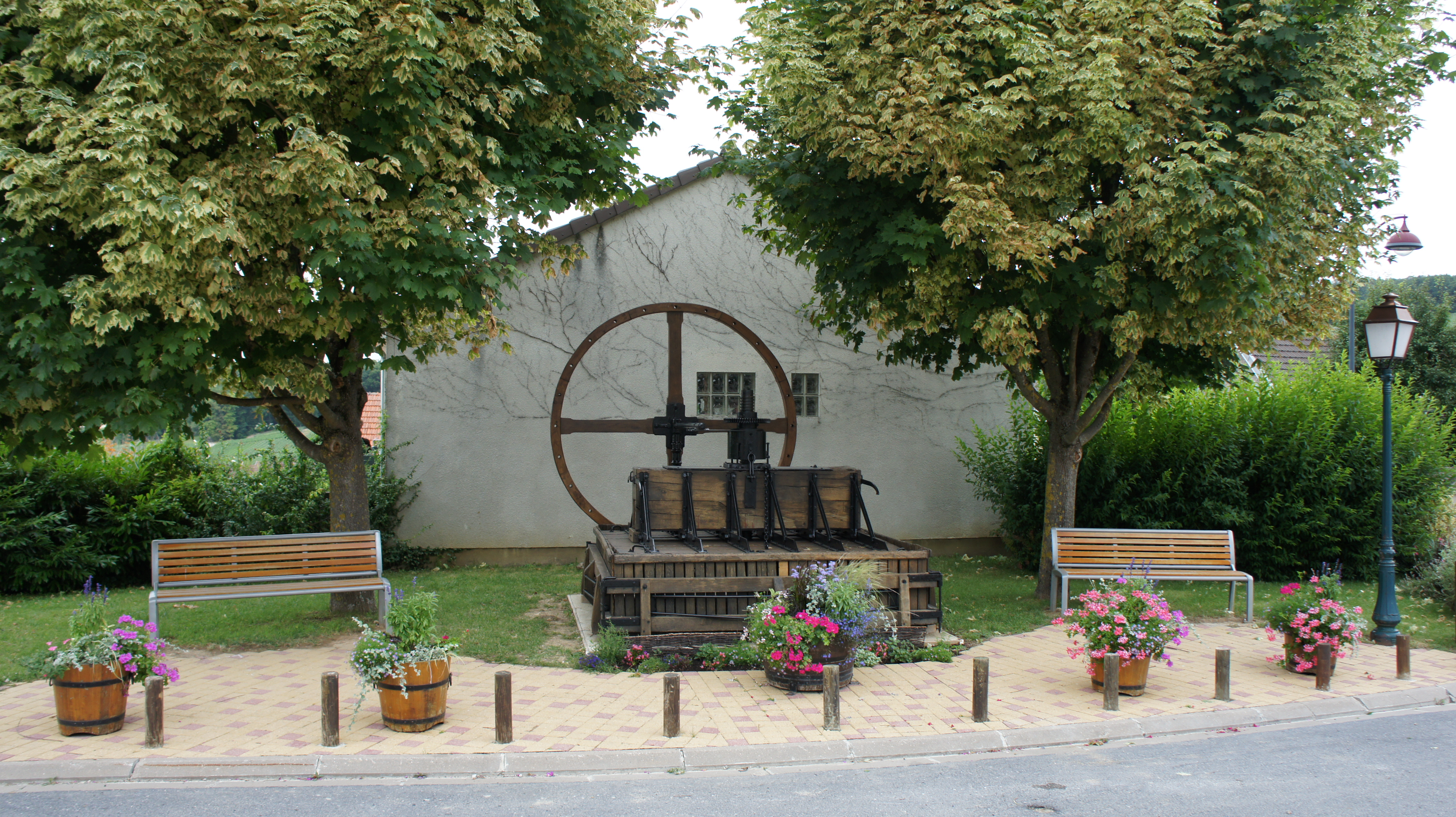
Le pressoir.

### Héraldique
| Armes de Champillon | Les armes de la commune se blasonnent ainsi : de sinople à la bande d'or chargée d'une double cotice potencée et contre-potencée d'azur, à la hulotte d'argent brochant sur le tout. |